# All About the Washingtons
All About the Washingtons – amerykański serial internetowy (komedia, sitcom) wyprodukowany przez Simmons/Lehman Productions, Amblin Television oraz ABC Signature Studios, którego twórcą jest Jeremy Bronson.
Wszystkie 10 odcinków pierwszej serii zostało udostępnionych 10 sierpnia 2018 roku na platformie Netflix
.
19 października 2018 roku, platforma Netflix anulowała serial po jednym sezonie.
Serial opowiada o małżeństwie Joeya (rapera) i Justine, którzy są rodzicami czwórki dzieci.

## Obsada

### Obsada główna
- Joseph "Rev Run" Simmons jako Joey Washington
- Justine Simmons jako Justine Washington,
- Kiana Ledé jako Veronica Washington
- Nathan Anderson jako Wesley Washington
- Leah Rose Randall jako Skyler Washington
- Maceo Smedley jako Daevon Washington

### Obsada drugoplanowa
- Quincy Fouse jako Malik
- DJ Ruckus jako on sam
- Arsenio Hall jako on sam
- Lawrence Saint-Victor jako Blake

## Odcinki
| Sezon | Odcinki | Oryginalna emisja Netflix | Oryginalna emisja Netflix | Emisja w Polsce Netflix Polska | Emisja w Polsce Netflix Polska | Emisja w Polsce Netflix Polska |
| Sezon | Odcinki | Premiera sezonu           | Finał sezonu              | Premiera sezonu                | Finał sezonu                   |                                |
| ----- | ------- | ------------------------- | ------------------------- | ------------------------------ | ------------------------------ | ------------------------------ |
| 1     | 10      | 10 sierpnia 2018          | 10 sierpnia 2018          | 10 sierpnia 2018               | 10 sierpnia 2018               |                                |

## Sezon 1 (2018)
| Nr | Tytuł                         | Reżyseria           | Scenariusz                    | Premiera w Netflix | Premiera w Netflix Polska |
| -- | ----------------------------- | ------------------- | ----------------------------- | ------------------ | ------------------------- |
| 1  | Sip Stop Hooray               | Don Scardino        | Jeremy Bronson & Andrew Reich | 10 sierpnia 2018   | 10 sierpnia 2018          |
| 2  | U Can't Crash This            | Don Scardino        | Jason Venokur                 | 10 sierpnia 2018   | 10 sierpnia 2018          |
| 3  | They Call Me Too Nice         | Don Scardino        | Alyson Fouse                  | 10 sierpnia 2018   | 10 sierpnia 2018          |
| 4  | Yo! Bum Rush the Secret Show  | Don Scardino        | Matthew Claybrooks            | 10 sierpnia 2018   | 10 sierpnia 2018          |
| 5  | Please Hamper, Don't Hurt 'Em | Kimberly McCullough | Stephnie Weir                 | 10 sierpnia 2018   | 10 sierpnia 2018          |
| 6  | Papa Said Log You Out         | Kimberly McCullough | Frank Pines                   | 10 sierpnia 2018   | 10 sierpnia 2018          |
| 7  | You Gots the Chills           | Linda Mendoza       | Andrew Reich                  | 10 sierpnia 2018   | 10 sierpnia 2018          |
| 8  | Follow the Leaker             | Phill Lewis         | Marlena Rodriguez             | 10 sierpnia 2018   | 10 sierpnia 2018          |
| 9  | Pranksta's Paradise           | Linda Mendoza       | Jason Venokur                 | 10 sierpnia 2018   | 10 sierpnia 2018          |
| 10 | Snow Diggity                  | Linda Mendoza       | Sebastian Jones               | 10 sierpnia 2018   | 10 sierpnia 2018          |

## Produkcja
W listopadzie 2017 roku ogłoszono, że Netflix zamówił pierwszy sezon serialu.